# (926) Imhilde
(926) Imhilde es un asteroide perteneciente al cinturón de asteroides descubierto el 15 de febrero de 1920 por Karl Wilhelm Reinmuth desde el observatorio de Heidelberg-Königstuhl, Alemania.
Está posiblemente nombrado por una chica del calendario Lahrer Hinkender Bote.